# 盛岡市立河南中学校
盛岡市立河南中学校（もりおかしりつかなんちゅうがっこう）は、岩手県盛岡市茶畑にある公立中学校。
学区の広さは旧盛岡市の3分の1を占め、バス通学を利用している生徒もいる。

## 沿革
- 1947年〜1952年 河南中学校の前身、「不来方中学校」
- 1953年 河南中学校創立
- 1959年 河南中学校同窓会結成大会
- 1959年 中学校体育大会陸上競技女子　優勝
- 1960年 第11回全日本学校植林コンクール　5位
- 1962年 県中総体 ソフトボール　準優勝
- 1965年 県中総体 陸上競技女子　優勝(2連覇)
- 1972年 岩手県中学校野球大会　準優勝
- 1973年 創立20周年記念式典
- 1974年 川目、簗川、根田茂、砂子沢中学校を統合
- 1983年 創立30周年記念式典　体育館落成式典　祝賀会
- 1991年 岩手県中学校英語弁論大会 優勝
- 1992年 市中総体 スキー総合優勝(2連覇)
- 1993年 創立40周年記念式典・祝賀会
- 1999年 県中総体　卓球男子個人1位、2位 / 水泳個人100メートル自由形1位　国体出場
- 2003年 創立50周年記念式典

## 学校

### 行事
- 04月 - 新任式、始業式、入学式、対面式、身体測定、市内一周継走、家庭訪問、3年生修学旅行、PTA総会
- 05月 - 生徒総会、2年生宿泊研修、1年生遠足、定期健診、教育相談週間、中間テスト
- 06月 - 開校記念、市中総体、校内陸上記録会
- 07月 - 期末テスト、県中総体、期末面談、終業式、親子球技大会
- 08月 - 始業式、2年職場体験活動
- 09月 - 市中陸上、市中駅伝、市中新人大会、中間テスト 文化活動発表会
- 10月 - 県中新人大会(前期)、教育相談週間、校内ロードレース大会、オープンスクール週間、生徒会役員選挙
- 11月 - 生徒総会、県中新人大会(後期)、期末テスト
- 12月 - 期末面談、終業式
- 01月 - 始業式、教育相談週間
- 02月 - 期末テスト
- 03月 - 公立高校入試、修了式、卒業式、離任式

## 主な卒業生
- 斉藤乙(元プロサッカー選手)
- 戸塚純貴(俳優)